# Khold
Khold ist eine norwegische Black-Metal-Band, die aus der ebenfalls Black Metal spielenden Band Tulus hervorgegangen ist. In der Öffentlichkeit und der Fachpresse ist die Band wenig präsent, die Bandmitglieder äußern sich wortkarg und Khold spielten selten live.

## Geschichte
Ihr erstes Album Masterpiss of Pain kam im April 2001 auf dem Label Moonfog heraus. Das Gründungsmitglied Lars Eikind spielte später bei Before the Dawn. Im Mai 2006 verkündeten Khold, dass die Band für unbestimmte Zeit pausieren werde und die Mitglieder sich zunächst nur noch anderen Projekten widmen würden. Sarke und Gard werden ihr, vor der Gründung von Khold beendetes, Projekt Tulus wieder aufleben lassen.
2008 erschien das Album Hundre År Gammal. 2011 trat die Band beim Wacken Open Air und Aurora Infernalis Festival auf. 2015 spielte die Band erneut beim Wacken Open Air. Das Album „Svartsyn“ erschien nach 8 Jahren am 24. Juni 2022 bei Soulseller Records.

## Stil
Seit dem ersten der vier Alben lässt sich der Stil von Khold als Black Metal der alten Schule und im Stil von Bands wie Darkthrone bezeichnen, der mit nur norwegischen Texten aufwartet, die von monotonen, tiefen und harten Gitarren-Riffs, einem oft clean-spielenden Bass und dem schleppenden Drumming von Schlagzeuger Sarke unterstützt werden. Keyboards und moderne technische Hilfsmittel wie Sampler und Synthesizer kommen bei Khold nicht zum Einsatz, man verlässt sich auf die Wirkung einfacher Songstrukturen, die mit wenigen Akkorden auskommen.
Im Gegensatz zu anderen „Old-School-Black-Metal“-Bands sind Satanismus und Heidentum sowie explizite Ablehnung des Christentums nicht Bestandteil der Texte von Khold, die seltener über Natur und Personen, häufiger jedoch über Tod, Schmerz, Verzweiflung im Allgemeinen über emotionale Abgründe berichten und durch hohe atmosphärische Dichte eine depressive und negative Stimmung beim Hörer erzeugen. Aus diesem Grund wird die Band von Teilen der Szene auch nicht als Black Metal betrachtet.

## Diskografie
- 2001: Masterpiss of Pain
- 2002: Phantom
- 2004: Mørke Gravers Kammer
- 2005: De Dødes Tjern (EP)
- 2005: Krek
- 2008: Hundre År Gammal
- 2014: Til Endes
- 2022: Svartsyn